# The Scarlet Drop
The Scarlet Drop er en amerikansk stumfilm fra 1918 af John Ford.

## Medvirkende
- Harry Carey - Harry Ridge
- Molly Malone - Molly Calvert
- Vester Pegg - Marley Calvert
- Betty Schade - Betty Calvert
- Millard K. Wilson - Graham Lyons